# Kalipedia
Kalipedia fue una enciclopedia en línea, orientada al ámbito educativo de secundaria. Les enseña a los niños-adolescentes muchas cosas (de 5º de Educación Primaria a 2º de Bachillerato y Selectividad).
Comenzó el 16 de octubre de 2007, creada por el Grupo Santillana, perteneciente al Grupo Prisa y desapareció el 24 de septiembre de 2013, tras unos "días de mantenimiento". 
A diferencia de otras enciclopedias en línea como Wikipedia, Kalipedia no era muy libre, pues se publicaba bajo una licencia privativa que impedía reutilizar sus contenidos o usarlos con cualquier fin que no fuera personal.